# Saon
Saon est une commune française, située dans le département du Calvados en région Normandie, peuplée de 223 habitants.

## Géographie
Saon est une commune du pays du Bessin située à douze kilomètres de Bayeux, sur la rivière Tortonne.
| Saonnet         | Rubercy, Mandeville-en-Bessin | Blay                |
| Saonnet         | Saon                          | Blay                |
| Le Molay-Littry | Le Breuil-en-Bessin           | Le Breuil-en-Bessin |

### Hydrographie
La commune est située dans le bassin Seine-Normandie. Elle est drainée par la Tortonne, la Siette, le Merdillon, le Douet Berot, la Tortonne et divers autres petits cours d'eau,.
La Tortonne, d'une longueur de 18 km, prend sa source dans la commune de Balleroy-sur-Drôme et se jette  dans l'Aure à Trévières, après avoir traversé onze communes. 

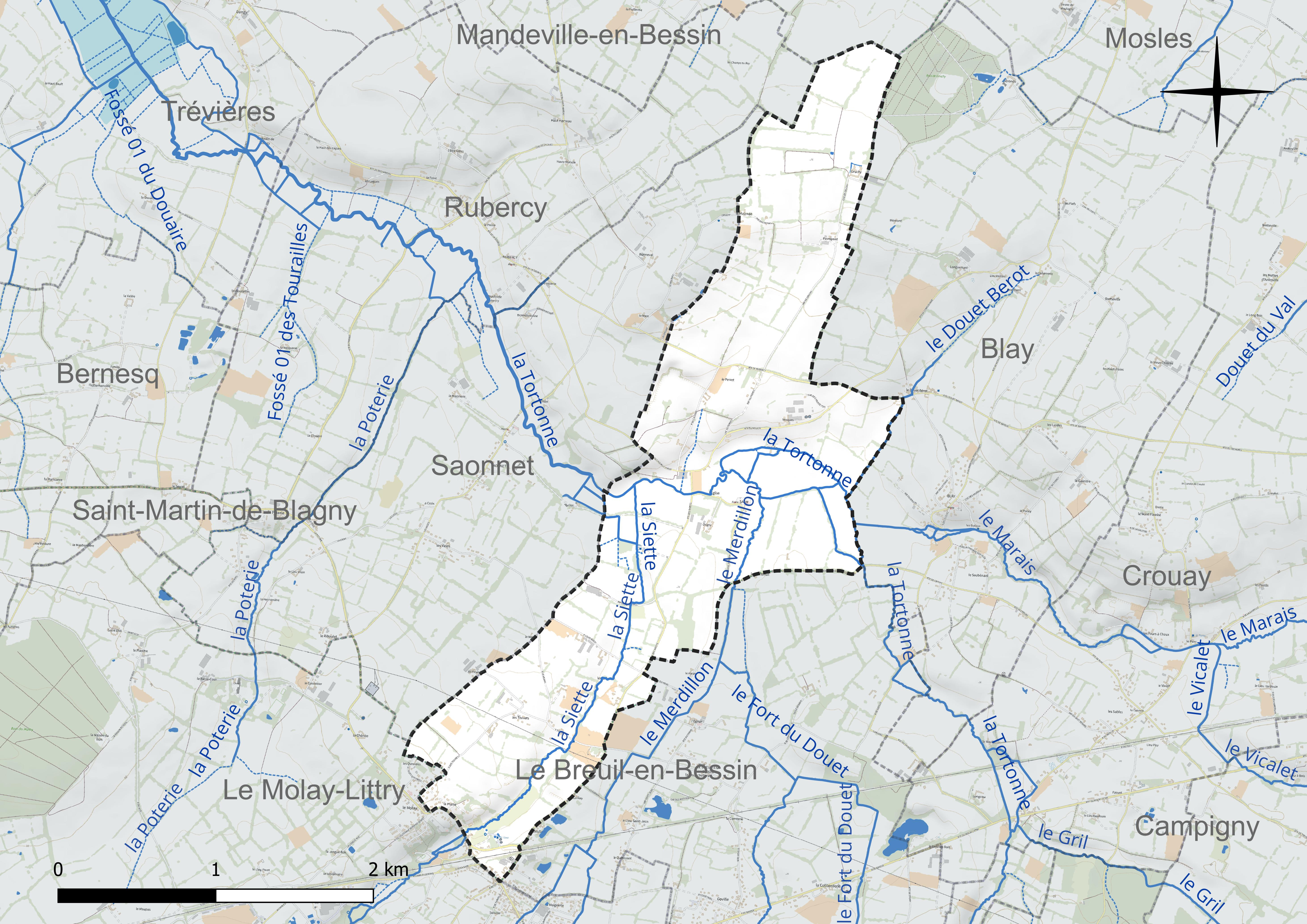
Réseau hydrographique de Saon.

La Siette, d'une longueur de 10 km, prend sa source dans la commune de Montfiquet et se jette  dans la Tortonne sur la commune, après avoir traversé trois communes. 

### Climat
Pour des articles plus généraux, voir Climat de la Normandie et Climat du Calvados.
En 2010, le climat de la commune est de type climat océanique altéré, selon une étude du CNRS s'appuyant sur une série de données couvrant la période 1971-2000. En 2020, Météo-France publie une typologie des climats de la France métropolitaine dans laquelle la commune est exposée à un climat océanique et est dans la région climatique  Normandie (Cotentin, Orne), caractérisée par une pluviométrie relativement élevée (850 mm/a) et un été frais (15,5 °C) et venté. Parallèlement le GIEC normand, un groupe régional d'experts sur le climat, différencie quant à lui, dans une étude de 2020, trois grands types de climats pour la région Normandie, nuancés à une échelle plus fine par les facteurs géographiques locaux. La commune est, selon ce zonage, exposée à un « climat maritime », correspondant au Cotentin et à l'ouest du département de la Manche, frais, humide et pluvieux, où les contrastes pluviométrique et thermique sont parfois très prononcés en quelques kilomètres quand le relief est marqué.
Pour la période 1971-2000, la température annuelle moyenne est de 10,8 °C, avec  une amplitude thermique annuelle de 11,5 °C. Le cumul annuel moyen de précipitations est de 774 mm, avec 12,4 jours de précipitations en janvier et 8 jours en juillet. Pour la période 1991-2020, la température moyenne annuelle observée sur la station météorologique la plus proche, située sur la commune de Balleroy-sur-Drôme à 10 km à vol d'oiseau, est de 11,2 °C et le cumul annuel moyen de précipitations est de 924,3 mm,. Pour l'avenir, les paramètres climatiques de la commune estimés pour 2050 selon différents scénarios d'émission de gaz à effet de serre sont consultables sur un site dédié publié par Météo-France en novembre 2022.

## Urbanisme

### Typologie
Au 1er janvier 2024, Saon est catégorisée commune rurale à habitat dispersé, selon la nouvelle grille communale de densité à 7 niveaux définie par l'Insee en 2022.
Elle est située hors unité urbaine. Par ailleurs la commune fait partie de l'aire d'attraction de Bayeux, dont elle est une commune de la couronne,. Cette aire, qui regroupe 29 communes, est catégorisée dans les aires de moins de 50 000 habitants,.

### Occupation des sols
L'occupation des sols de la commune, telle qu'elle ressort de la base de données européenne d'occupation biophysique des sols Corine Land Cover (CLC), est marquée par l'importance des territoires agricoles (97,4 % en 2018), en diminution par rapport à 1990 (98,4 %). La répartition détaillée en 2018 est la suivante : 
prairies (85,7 %), terres arables (11,7 %), zones urbanisées (2,3 %), forêts (0,3 %). L'évolution de l'occupation des sols de la commune et de ses infrastructures peut être observée sur les différentes représentations cartographiques du territoire : la carte de Cassini (XVIIIe siècle), la carte d'état-major (1820-1866) et les cartes ou photos aériennes de l'IGN pour la période actuelle (1950 à aujourd'hui).

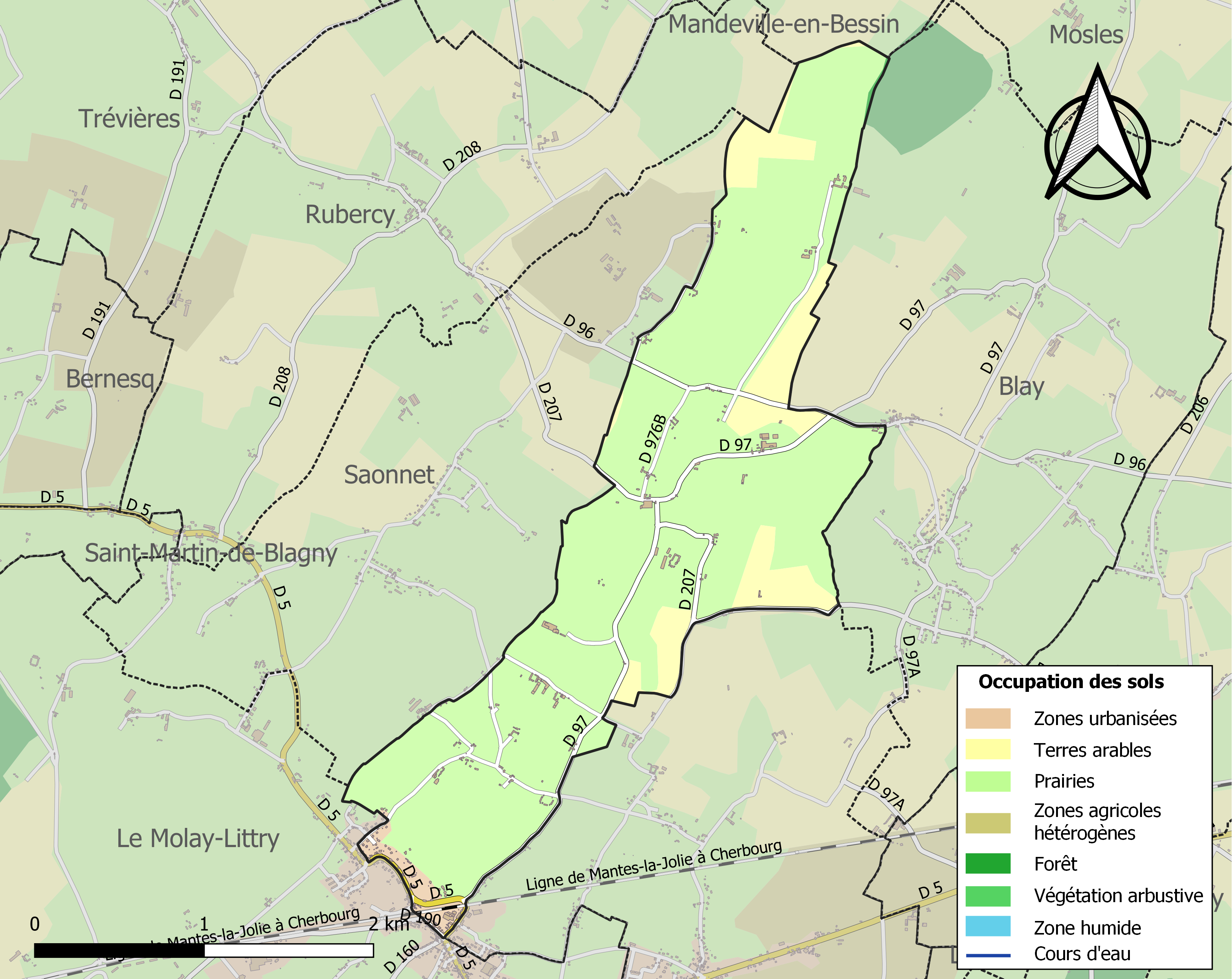
Carte des infrastructures et de l'occupation des sols de la commune en 2018 (CLC).

## Toponymie
Le nom de la localité est attesté sous la forme Ecclesia de Saone en 1252.
L'origine de ce toponyme est obscure pour René Lepelley.

## Histoire
Les houillères de Littry exploitent plusieurs puits de mine sur la commune entre la fin du XVIIIe siècle et le milieu du XIXe siècle.

## Les Templiers
Église romane Saint-Aubin a été offerte en 1148 par Roger III Bacon, seigneur du Molay aux « pauvres chevaliers du Christ », les Templiers. Remaniée à la période gothique, elle abrite deux gisants du XVIIe siècle, classés à titre d'objets, représentant un seigneur de Gruchy, Robert Davaynes et son épouse Jeanne Daché ou Dasché.
La chapelle seigneuriale de la famille d'Avesnes est classée au titre des monuments historiques depuis le 14 juin 1994.

## Politique et administration
| Période                                  | Période   | Identité        | Étiquette | Qualité                                               |
| ---------------------------------------- | --------- | --------------- | --------- | ----------------------------------------------------- |
| 1983                                     | mars 2008 | Laurent Boissel | DVD       |                                                       |
| mars 2008                                | 2020      | Anne Boissel    | DLF       | Agricultrice, présidente de la communauté de communes |
| 2020                                     | 2026      | Aurore Dewaele  |           |                                                       |
| Les données manquantes sont à compléter. |           |                 |           |                                                       |

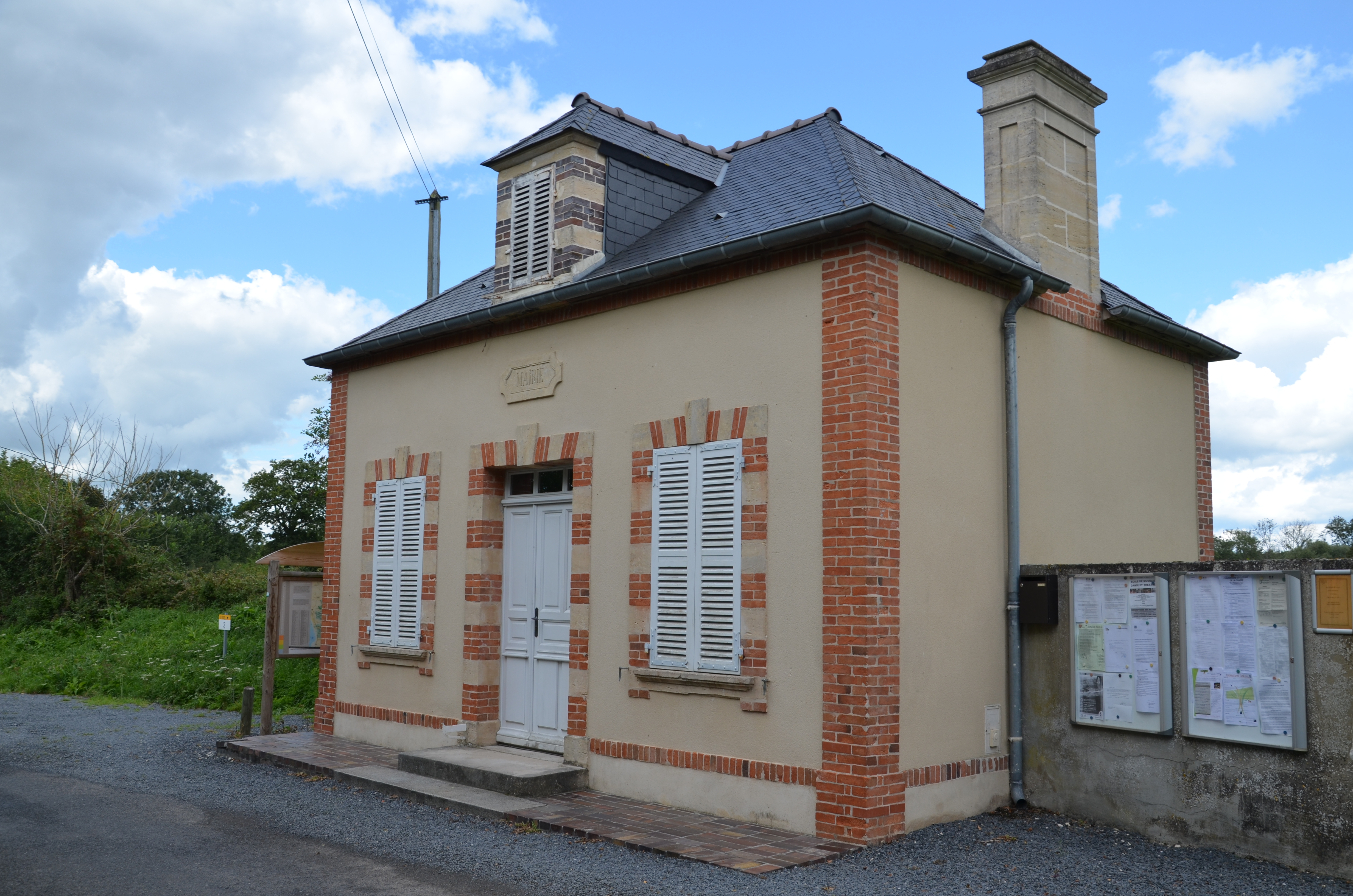
La mairie.

Le conseil municipal est composé de onze membres dont le maire et deux adjoints.

## Démographie
L'évolution du nombre d'habitants est connue à travers les recensements de la population effectués dans la commune depuis 1793. Pour les communes de moins de 10 000 habitants, une enquête de recensement portant sur toute la population est réalisée tous les cinq ans, les populations de référence des années intermédiaires étant quant à elles estimées par interpolation ou extrapolation. Pour la commune, le premier recensement exhaustif entrant dans le cadre du nouveau dispositif a été réalisé en 2008.
En 2022, la commune comptait 223 habitants, en évolution de −3,04 % par rapport à 2016 (Calvados : +1,58 %, France hors Mayotte : +2,11 %).
Au premier recensement républicain, en 1793, Saon comptait 431 habitants, population jamais atteinte depuis.
| 1793 | 1800 | 1806 | 1821 | 1831 | 1836 | 1841 | 1846 | 1851 |
| ---- | ---- | ---- | ---- | ---- | ---- | ---- | ---- | ---- |
| 431  | 381  | 395  | 411  | 377  | 404  | 336  | 426  | 404  |

| 1856 | 1861 | 1866 | 1872 | 1876 | 1881 | 1886 | 1891 | 1896 |
| ---- | ---- | ---- | ---- | ---- | ---- | ---- | ---- | ---- |
| 413  | 381  | 399  | 364  | 347  | 309  | 355  | 375  | 345  |

| 1901 | 1906 | 1911 | 1921 | 1926 | 1931 | 1936 | 1946 | 1954 |
| ---- | ---- | ---- | ---- | ---- | ---- | ---- | ---- | ---- |
| 350  | 355  | 353  | 301  | 306  | 302  | 284  | 270  | 279  |

| 1962 | 1968 | 1975 | 1982 | 1990 | 1999 | 2006 | 2008 | 2013 |
| ---- | ---- | ---- | ---- | ---- | ---- | ---- | ---- | ---- |
| 281  | 280  | 248  | 189  | 182  | 217  | 229  | 233  | 231  |

| 2018 | 2022 | - | - | - | - | - | - | - |
| ---- | ---- | - | - | - | - | - | - | - |
| 221  | 223  | - | - | - | - | - | - | - |

## Économie
La commune se situe dans la zone géographique des appellations d'origine protégée (AOP) Beurre d'Isigny et Crème d'Isigny.

## Lieux et monuments

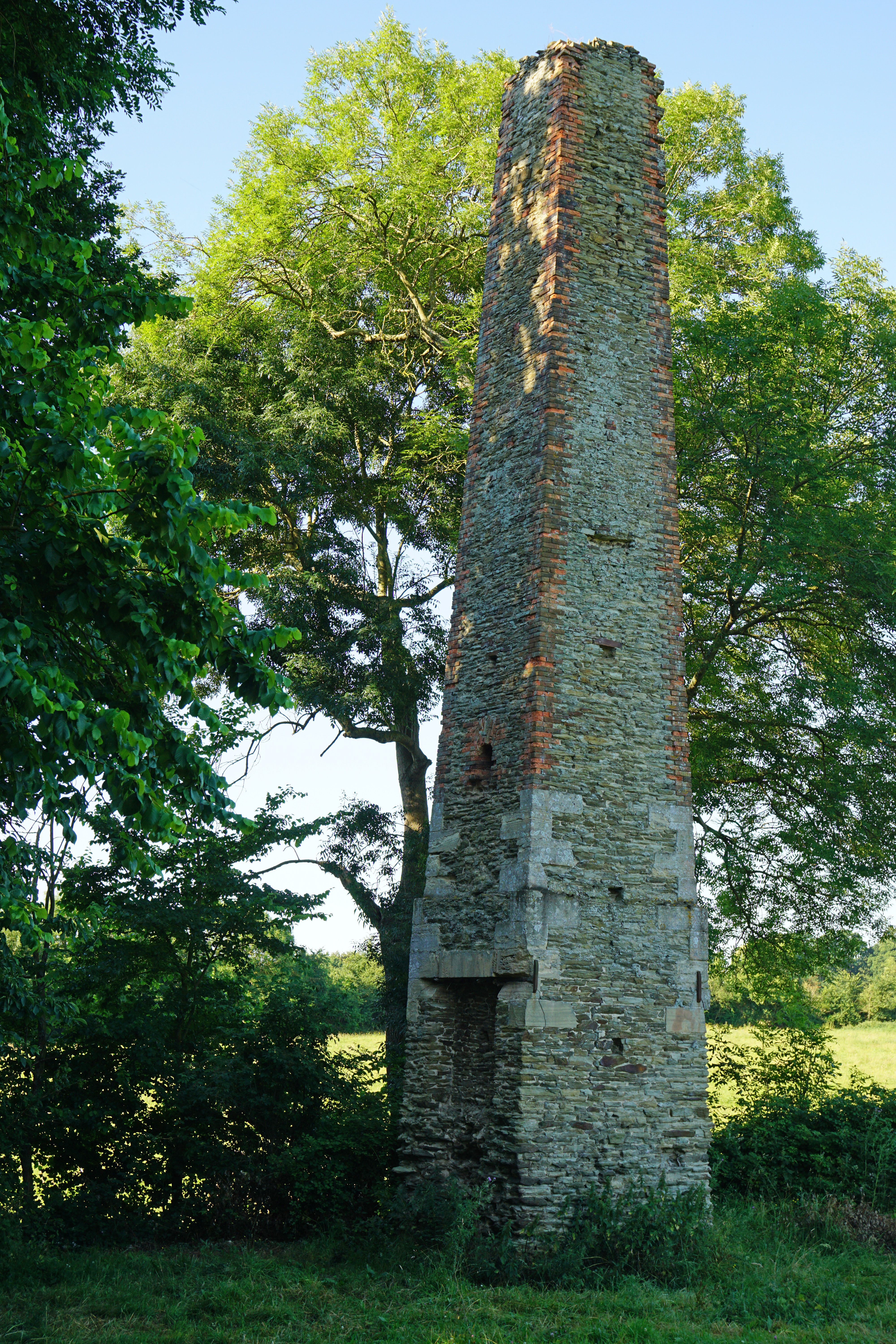
Cheminée de la fosse Touvais.

- Église romane Saint-Aubin. La chapelle seigneuriale de la famille d'Avesnes, des environs de 1600, est classée au titre des monuments historiques depuis le 14 juin 1994[25].
- Manoir de Gruchy, du XVIIe siècle : construit à l'emplacement d'un ancien château fort du XIIIe siècle, dont il subsiste les douves autour de la cour, des traces de tours , de créneaux et de meurtrières. Le manoir vit sa partie la plus ancienne détruite en 1944.

Le domaine est ceinturé d'un long mur. Le logis seigneurial, comprend deux ailes en équerre, avec dans l'angle intérieur une tour carrée construite en pierre calcaire, dont le toit est orné d'un fleuron de pierre. L'aile sud présente des baies à colonnettes sculptées et sur l'ensemble du logis des fenêtres à meneaux, dont une est surmontée par une lucarne avec un fronton curviligne décoré. Le toit, en ardoises, est surmonté d'une belle cheminée. La chapelle, avec sa cloche sur le toit et sa haute porte en arc brisé a été convertie en grange à foin. Sur un des communs, on peut voir un colombier avec ses trous de boulins groupés par trois inégalement. Au centre de la cour, se trouve une mare entourée de murs. Une partie des bâtiments agricoles, remaniés, abrite de nos jours un haras réputé.
Le champion trotteur Ourasi, né en 1980 et mort au haras de Gruchy le 12 janvier 2013, vainqueur à quatre reprises du Prix d'Amérique, a passé sa retraite au haras de Gruchy, propriété du comte de Lastours, depuis 1990 jusqu'à sa mort en 2013. Sa « nounou » Annie Jumel entretient son souvenir et accueille les admirateurs du cheval sur sa tombe fleurie dans le haras.
- Manoir de Saon, des XVIe et XVIIIe siècles.
- Le cheminée carrée de la fosse Touvais construite en 1834.

## Saon dans les arts
Le haras de Gruchy fut le lieu de tournage du film La Horse en 1969 avec Jean Gabin[réf. nécessaire].